# Tunnel de Livernan
Le tunnel de Livernan est un tunnel ferroviaire de la ligne de Paris-Austerlitz à Bordeaux-Saint-Jean. D'une longueur de 1 467 mètres, il est entièrement situé sur le territoire de la commune de Charmant dans le département de la Charente, en France il est aussi le plus long tunnel de la ligne Paris - Bordeaux. Il permet le franchissement de la ligne de partage des eaux séparant les bassins versants de la Charente et de la Gironde.

## Situation ferroviaire
Long de 1 467 mètres, le tunnel de Livernan est situé au point kilométrique (PK) 472,715 de la ligne de Paris-Austerlitz à Bordeaux-Saint-Jean, entre les gares fermées de Charmant et de Chavenat.

## Histoire
Deux accidents ferroviaires notables se sont déroulés au niveau de ce tunnel :
- le 18 décembre 1899, un train rapide Bordeaux-Paris est rattrapé par un train express Bordeaux-Paris à l'entrée du tunnel. L'accident, qui semble être dû à une distance de protection insuffisante du train rapide, qui était arrêté en pleine voie à la suite d'un problème technique, a occasionné la mort de deux voyageurs[1],[2] ;
- le 20 mai 2009, le bras d'un engin forestier chargé sur un train de fret heurte un train de fret croiseur ; le conducteur du deuxième train est légèrement blessé[3].

## Caractéristiques

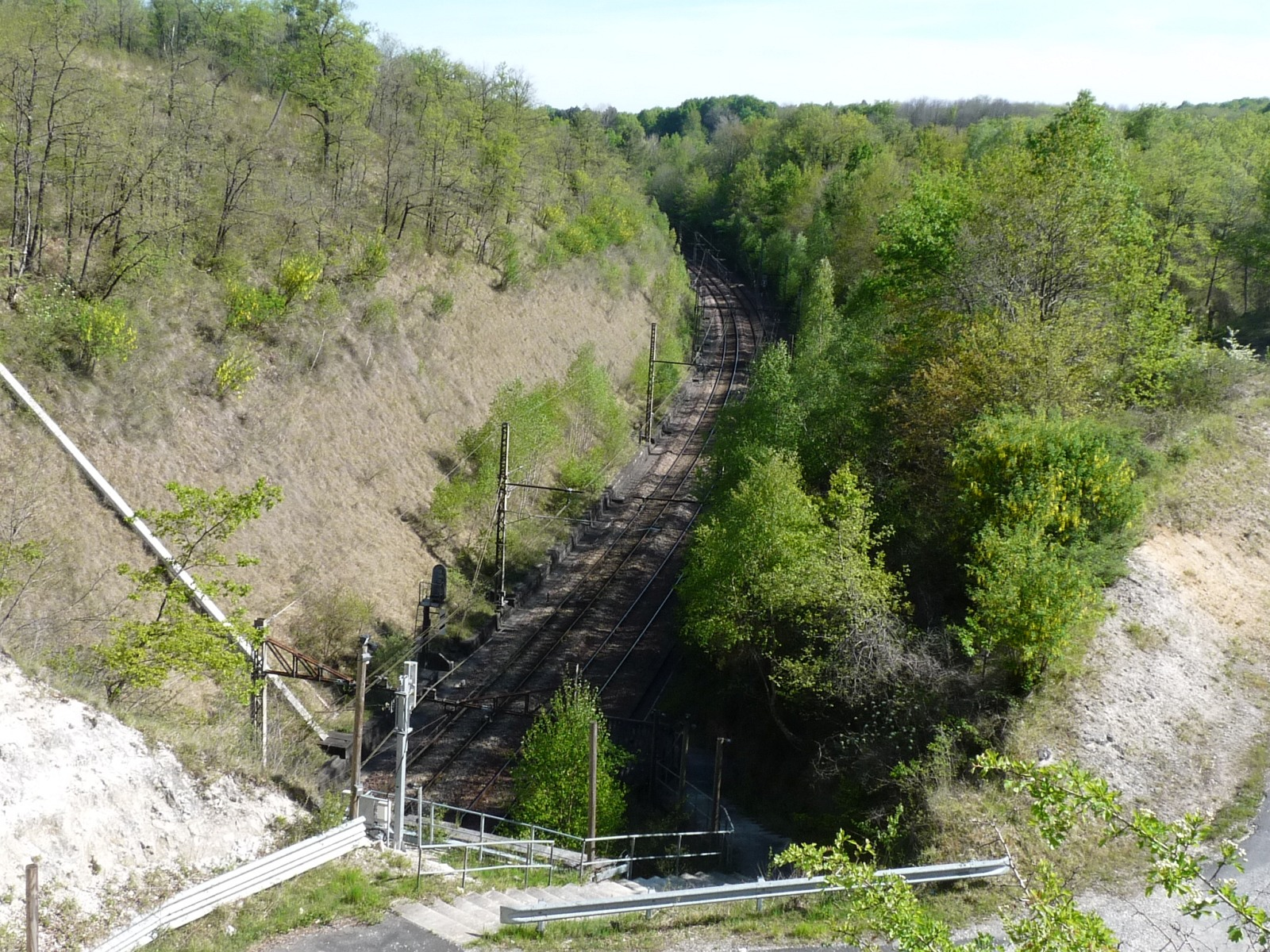
L'arrivée de la ligne Paris-Bordeaux au sud du tunnel